# مسافة قريبة (فلم)
مسافة قريبة (بالإنجليزية: Close Range) هو فيلم حركة تم إنتاجه في الولايات المتحدة وصدر سنة 2015 بطولة سكوت أدكينز.

## القصة
خلال إنقاذه لابن أحد أشقائه من أيدي مجموعة من تجار المخدرات، يصبح كولتون ماكريدي على استعداد لفعل أي شيء من أجل انقاذ عائلته بعد وصول تحالف تهريب المخدرات إلى منزل شقيقته لكي ينتقموا، وفي نفس الوقت يعمل شريف البلدة الفاسد على عدم وصول أية مساعدة إلى كولتون وشقيقته.

## الميزانية والإيرادات
كلف الفيلم قرابة 3 مليون دولار.

## وصلات خارجية
- مقالات تستعمل روابط فنية بلا صلة مع ويكي بيانات

مسافة قريبة على IMDb
مسافة قريبة على Rotten Tomatos